# سید محمدحسن
سید محمدحسن ممکن است نام یکی از این افراد باشد:
- سید محمدحسن ابوترابی‌فرد
- سید محمدحسن الهی طباطبایی
- سید محمدحسن نبوی
- سید محمدحسن مرعشی
- سید محمدحسن حسینی شیرازی